# Acquis communautaire
Az acquis communautaire (kiejtése franciául: [aˌki kɔmynoˈtɛːʁ]) a közösségi jog alapfogalma. Francia nyelvű kifejezés, szó szerint "közösen elért" dolgokat, a bevett magyar fordítás szerint "közösségi vívmányokat" jelent. Az EU-tagállamoknak a közösségi ügyekkel foglalkozó szakemberei általában eredeti formájában, franciául használják minden nyelven (röviden csak acquis-ként emlegetve), így vált az EU-zsargon részévé.
Az acquis communautaire helyett újabban gyakran használják az acquis de l'Union kifejezést, amely utal az Európai Unió második és harmadik pillérében született "vívmányokra" is.

## Tartalma
Tartalmi jelentése az Európai Unió teljes érvényes joganyagát foglalja magába, beleértve az alapvető szerződések érvényben lévő változatát (elsődleges joganyag), valamint az ún. másodlagos jogalkotás keretében keletkezett joganyagot, rendeleteket, irányelveket, döntéseket, beleértve az Európai Bíróság döntéseit és gyakorlatát, a Közös Kül- és Biztonságpolitika keretében elfogadott joganyagot, valamint az EU-nak más államokkal vagy egyéb nemzetközi jogi alanyokkal kötött szerződéseit és megállapodásait.
Egyes értelmezések szerint nem csak a kötelező joganyagot, hanem minden, az Európai Unióban elfogadott alapvelvet, nyilatkozatot, egyezményt, határozatot is magába foglal, függetlenül attól, hogy az jogilag kötelező-e vagy sem.

## A jogharmonizációban
Az acquis-t az EU-hoz csatlakozó új tagállamoknak is teljes egészében el kell fogadniuk, elismerése és alkalmazása a belépés feltétele.
Egyes becslések szerint a 2004-es nagy bővítés idején ez az érvényes joganyag mintegy 85 000 gépelt oldalt tett volna ki, ha egyszerre kinyomtatták volna.